# Гамильтон (округ, Нью-Йорк)
Округ Гамильтон (англ. Hamilton County) — округ штата Нью-Йорк, США. Население округа на 2000 год составляло 5377 человек. Административный центр округа — деревня Лейк-Плезант.

## История
Округ Гамильтон основан в 1816 году; назван в честь Александра Гамильтона (1755–1804), раннего американского государственного деятеля и политического идеолога Партии федералистов и первого министра финансов США. Источник образования округа Гамильтон: округ Монтгомери.

## География
Округ занимает площадь 4682.7 км2.

## Демография
Согласно переписи населения 2000 года, в округе Хамильтон проживало 5377 человек. По оценке Бюро переписи населения США, к 2009 году население уменьшилось на 8.4%, до 4923 человек. Плотность населения составляла 1.1 человек на квадратный километр.